# Rivière Titipiti
Rivière Titipiti är ett vattendrag i Kanada.   Det ligger i provinsen Québec, i den östra delen av landet, 400 km norr om huvudstaden Ottawa. Rivière Titipiti ligger vid sjön Lac Feuquières.
Trakten runt Rivière Titipiti är nära nog obefolkad, med mindre än två invånare per kvadratkilometer.